# Radio libre

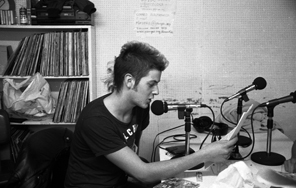
Estudio de Radio Bronka en 1996

La calificación radio libre es un término amplio con el que puede referirse a distintos tipos de emisoras de radio que se caracterizan por estar impulsadas por asociaciones independientes, sin intereses político-partidistas y sin fines comerciales y lucrativos (lo que las distingue de las radios piratas) lo que deviene en una amplia libertad en cuanto a la ideología, los formatos y los contenidos que difunden. 
Surgidas en la década de los años 1970, especialmente en Francia e Italia, debido al avance técnico las radios libres pueden emitir en la actualidad no sólo a través de postes emisores sino a través de Internet logrando difusión mundial a diferencia de anteriores épocas en las que su radio de acción se encontraba limitado a su entorno más cercano. La radio libre se encuentra en la clasificación de Medios de Comunicación Alternativos.

## Características
Existen diferentes tipos de radios libres siendo las más importantes: 
- La radio autogestionada, dirigida por su personal.
- La radio comunitaria, de servicio social.
- La radio cultural, sin fines lucrativos.

Pese a su heterogeneidad se considera que las mínimas características de una radio libre para ser considerada como tal (a diferencia de otros formatos de emisoras de radio como las de titularidad pública, las emisoras comerciales, las emisoras municipales o las radios piratas) son:
- Que la propiedad de estas emisoras sea privada pero con un marcado carácter asociativo y ciudadano.
- Que sean de carácter abierto y con vocación de incorporar a amplios sectores sociales.
- Con una gestión basada en un modelo de toma de decisiones horizontal, basado en la asamblea.
- Que defiendan su independencia, tanto política como económica, a la hora de generar contenidos.
- Que carezcan de ánimo de lucro.
- Y que promuevan una nueva forma de entender las dinámicas comunicativas, basadas en la participación y el contacto estrecho entre el emisor y el receptor.

## Historia
El surgimiento de las radios libres surge en España a partir de la década de los años 1970, tras la finalización de la dictadura de Francisco Franco, replicando la influencia que dicho fenómeno tuvo en Italia y Francia. Con la intención de implantar un nuevo modelo comunicativo y dar voz a aquellas personas y colectivos que no tenían representación en los medios generalistas. Tuvieron amplia expansión durante la década de los 1980 si bien mantuvieron una complicada relación con las autoridades en un contexto en el que la legislación no las reconocía. En esta etapa se caracterizaron por ser pequeñas emisoras, de alcance restringido en ocasiones a ciudades e incluso barrios, que emitían a través de FM con una nueva forma de comunicar: abierta, horizontal, directa y no profesional.